# Peptide giống Glucagon-1

GLP-1 và bệnh tiểu đường

Peptide giống Glucagon-1 (GLP-1) là một hoocmon peptide dài 30 hoặc 31 amino acid có nguồn gốc từ quá trình xử lý sau chuyển thể đặc hiệu mô của peptide proglucagon. Nó được sản xuất và tiết ra bởi các tế bào L enteroendocrine ruột và một số tế bào thần kinh nhất định trong nhân của đường đơn độc trong não khi tiêu thụ thực phẩm. Các sản phẩm ban đầu GLP-1 (1-37) là nhạy cảm với amin hoá và sự phân tách phân giải protein mà làm phát sinh hai hình thức hoạt tính sinh học cắt ngắn và equipotent, GLP-1 (7-36) amide và GLP-1 (7-37). Hoạt động GLP-1 kết hợp hai chuỗi xoắn từ vị trí amino acid 13-20 và 24-35 được phân tách bằng một vùng liên kết.
Bên cạnh peptide insulinotropic phụ thuộc glucose (GIP), GLP-1 là một incretin; do đó, nó có khả năng làm giảm lượng đường trong máu theo cách phụ thuộc glucose bằng cách tăng cường tiết insulin. Bên cạnh các tác dụng insulinotropic, GLP-1 có liên quan đến nhiều tác dụng điều tiết và bảo vệ. Không giống như GIP, hoạt động của GLP-1 được bảo tồn ở bệnh nhân tiểu đường loại 2 và do đó nghiên cứu dược phẩm đáng kể đã được hướng tới sự phát triển của điều trị dựa trên GLP-1.
Tuy nhiên, GLP-1 nội sinh bị suy giảm nhanh chóng chủ yếu bởi dipeptidyl peptidase-4 (DPP-4), nhưng cũng là endopeptidase trung tính 24.11 (NEP 24.11) và thanh thải thận, dẫn đến thời gian bán hủy khoảng 2 phút. Do đó, chỉ 10 đến 15% GLP-1 đạt được lưu thông nguyên vẹn, dẫn đến mức huyết tương lúc đói chỉ 0 01515 pmol / L. Để khắc phục điều này, chất chủ vận thụ thể GLP-1 và chất ức chế DPP-4 đã được phát triển để tăng hoạt động GLP-1. Trái ngược với các tác nhân điều trị phổ biến như insulin và sulphonylurea, điều trị dựa trên GLP-1 có liên quan đến giảm cân và giảm nguy cơ hạ đường huyết, hai cân nhắc quan trọng đối với bệnh nhân tiểu đường típ 2.

## Biểu hiện gen
Gen proglucagon được biểu hiện ở một số cơ quan bao gồm tuyến tụy (tế bào α của các tiểu đảo Langerhans), ruột (tế bào L enteroendocrine đường ruột) và não (não và thân não và vùng dưới đồi). Biểu hiện gen proglucagon tuyến tụy được thúc đẩy khi nhịn ăn và hạ đường huyết gây ra và bị ức chế bởi insulin. Ngược lại, biểu hiện gen proglucagon đường ruột bị giảm trong quá trình nhịn ăn và kích thích khi tiêu thụ thực phẩm. Ở động vật có vú, phiên mã tạo ra mRNA giống hệt nhau trong cả ba loại tế bào, được dịch tiếp theo tiền chất amino acid 180 được gọi là proglucagon. Tuy nhiên, là kết quả của các cơ chế xử lý hậu biến đặc hiệu mô, các peptide khác nhau được tạo ra trong các tế bào khác nhau.
Trong tuyến tụy (tế bào α của các đảo nhỏ của Langerhans), proglucagon bị cắt bởi prohormone convertase (PC) 2 tạo ra peptide tụy liên quan đến glicentin (GRPP), glucagon, peptide-1 (IP-1) MPGF).
Trong ruột và não, proglucagon được xúc tác bởi PC 1/3 tạo ra glicentin, có thể được xử lý thêm thành GRPP và oxyntomodulin, GLP-1, can thiệp peptide-2 (IP-2) và peptide giống như glucagon- 2 (IP-2) GLP-2). Ban đầu, GLP-1 được cho là tương ứng với proglucagon (72-108) phù hợp với đầu N của MGPF, nhưng các thí nghiệm giải trình tự GLP-1 nội sinh đã tiết lộ một cấu trúc tương ứng với proglucagon (78-107). Đầu tiên, GLP-1 (1-37) có độ dài đầy đủ đã được tìm thấy được xúc tác bởi endopeptidase thành GLP-1 hoạt tính sinh học (7-37). Thứ hai, glycine tương ứng với proglucagon (108) đã được tìm thấy để phục vụ như một chất nền cho phản ứng amin hoá đuôi C của arginine, kết quả là (7-36) amide GLP-1 hình thành.